# أراضي جنيبات هاواي الاستوائية المنخفضة
أراضي جنيبات هاواي الاستوائية المنخفضة هي منطقة بيئية للسافانا الاستوائية في جزر هاواي.

## الجغرافية
تغطي هذه الجنيبات مساحة 1500 كيلومتر مربع (580 ميل مربع) في الأراضي المنخفضة المواجهة للريح من الجزر الرئيسية ومعظم الجزر الصغرى، باستثناء جزر هاواي الشمالية الغربية التي تشكل منطقة بيئية خاصة بها.